# Ryoma Hashiuchi
Ryoma Hashiuchi (橋内 竜真 Hashiuchi Ryoma?, nacido el 22 de abril de 1989 en Shiga) es un exfutbolista japonés. Jugaba de defensa y su último club fue el MIO Biwako Kusatsu de Japón.

## Trayectoria

### Clubes
| Club               | País  | Año         |
| ------------------ | ----- | ----------- |
| FC Gifu            | Japón | 2008 - 2009 |
| MIO Biwako Kusatsu | Japón | 2010        |